# میشا رومانووا
میشا رومانووا (به انگلیسی: Misha Romanova) (زاده ۳ اوت ۱۹۹۰) خواننده اوکراینی است.
او عضو گروه ویا گرا است.